# Dix de la légion
Pour plus de détails, voir Fiche technique et Distribution.
Dix de la légion (titre original : Ten Tall Men) est un film américain réalisé par Willis Goldbeck, sorti en 1951.

## Synopsis
À Tarfa, le sergent Michel est mis en prison pour avoir séduit la fiancée de son lieutenant. Il y apprend la prochaine attaque de sa garnison par les tribus du caïd Hussin. Libéré pour les contrer, le sergent, assisté de ses deux fidèles amis, réalise qu'il doit aussi faire face au cheikh Allal, qui s'allie aux rebelles en voulant marier sa fille, la très belle Mahla, à Hussin…

## Fiche technique
- Titre original : Ten Tall Men
- Titre français : Dix de la légion
- Réalisation : Willis Goldbeck
- Producteur : Harold Hecht
- Pays d'origine :  États-Unis
- Langues : anglais
- Genre : Aventure
- Durée : 93 minutes
- Sortie :  États-Unis : 26 octobre 1951 (New York)

## Distribution
- Burt Lancaster (VF : Raymond Loyer) : Sergent Michel
- Jody Lawrance (VF : Jacqueline Ferrière) : Princesse Mahla
- Gilbert Roland (VF : Roger Rudel) : Caporal Luis Delgado
- George Tobias (VF : Jean Clarieux) : Londos
- John Dehner (VF : Ulric Guttinguer) : Jordan
- Stephen Bekassy (VF : Jacques Beauchey) : Lieutenant Kruger
- Donald Randolph (VF : Jean Violette) : Yussif (Youssouf en VF)
- Henri Letondal (VF : Jean Brunel) : l'administrateur civil
- Raymond Greenleaf (VF : Paul Bonifas) : Cheikh Ben Allal, le père de Mahla
- Philip Van Zandt (VF : Albert Montigny) : Caporal Henri
- Nick Dennis (VF : Serge Lhorca) : Mouse (la Souris en VF)
- Robert Clary : Mossul